# Comuna Berestoveț, Borzna
Berestoveț (în ucraineană Берестовець) este o comună în raionul Borzna, regiunea Cernihiv, Ucraina, formată din satele Berestoveț (reședința) și Illinți.

## Demografie
Componența lingvistică a comunei Berestoveț
     Ucraineană (98,78%)
     Rusă (1,13%)
     Alte limbi (0,09%)
Conform recensământului din 2001, majoritatea populației comunei Berestoveț era vorbitoare de ucraineană (98,78%), existând în minoritate și vorbitori de rusă (1,13%).